# Hyacinthe Rigaud
Hyacinthe Rigaud (18. července 1659, Perpignan – 27. prosince 1743, Paříž), celým jménem Híacint Francesc Honrat Mathias Pere Martyr Andreu Joan Rigau (některé zdroje uvádějí Jacint Rigau i Ros), byl francouzský malíř katalánského původu, nejvýznamnější portrétista krále Ludvíka XIV.

## Život
Narodil se v roce 1659 v Perpignanu, který spadl pod Francii krátce po jeho narození (7. listopadu téhož roku). Na malířskou dráhu jej uvedli jeho rodiče, kteří vynikali také jako umělci. V mládí odjel do Montpellieru, kde začal studovat nejprve u malíře Pezeta, později u Verdiera a Ranc le Vieuxe.
V roce 1682 se přestěhoval do Paříže, kde začal se studii u Charlese Le Bruna a kde získal Prix de Rome. Jeho portréty vynikají precizním vypracováním a u většiny u portrétovaných osob se objevují i tradiční pózy. Za svůj život jich vytvořil celé desítky a nejčastěji se v nich objevovali panovníci, velvyslanci, generálové, dvořani, církevní hodnostáři a jiné osobnosti královského dvora.
Byl velice oblíbeným dvorním malířem Ludvíka XIV., který ho v roce 1727 dokonce povýšil do rytířského stavu. Svého panovníka také v roce 1701 portrétoval a jedná se zřejmě o jeho nejznámější dílo, které je v současné době umístěno v Louvru v Paříži, jeho replika se nachází ve Versailles. Obraz se následně stal příkladem pro panovnické portréty v celé Evropě.
Hyacinthe Rigaud zemřel 27. prosince roku 1743 v Paříži ve věku 84 let.

## Odkazy

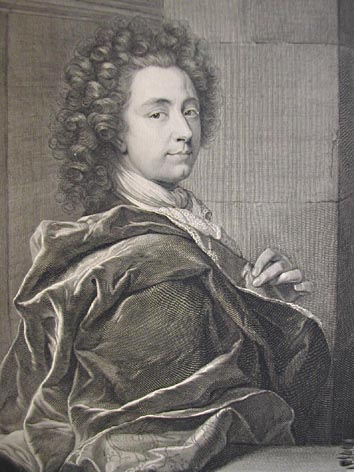
Hyacinthe Rigaud

### Externí odkazy

Portrét Ludvíka XIV. (1701).